# Вінартерта
Ві́нартерта (ісл. Vínarterta, «Віденський торт»), також Смугаста Леді (ісл. Randalín) — популярний ісландський багатошаровий торт, який готується з ванільних та кардамонових шарів пісочного тіста що чергуються і сливового джему, в який зазвичай додають спеції: корицю або гвоздику. Також Вінартерта часто готується ісландськими іммігрантами в Канаді або США. Торт зазвичай подається разом з кавою .